# الأمير الصغير (رواية)
الأمير الصغير (بالفرنسية: Le Petit Prince)‏ هي رواية قصيرة كتبها ورسمها الكاتب والطيار العسكري الفرنسي أنطوان دو سانت إكزوبيري (1900-1944). نُشرت الرواية لأول مرة باللغتين الإنجليزية والفرنسية في الولايات المتحدة في أبريل 1943، ثم نُشرت بعد وفاة المؤلف في فرنسا بعد تحريرها، حيث كانت أعمال سانت إكزوبيري محظورة في فرنسا الفيشية.
تدور القصة في 27 فصلا وتتبع أميراً صغيراً يزور كواكب مختلفة، بما فيها الأرض، وتتناول موضوعات الوحدة والصداقة والحب والفقدان. وعلى الرغم من أسلوبها ككتاب للأطفال، فإن الأمير الصغير يقدم ملاحظات عن الحياة والكبار والطبيعة البشرية.
تحول الأمير الصغير إلى أنجح أعمال سانت إكزوبيري، حيث بيع منه ما يقدر بـ 200 مليون نسخة حول العالم، مما يجعله واحداً من أكثر الكتب مبيعاً في التاريخ. وقد تم التصويت لرواية «الأمير الصغير» كواحدة من بين أفضل كتب القرن العشرين في فرنسا وذلك في الكتب التي اختارتها صحيفة لوموند. وقد ترجمت إلى أكثر من 300 لغة ولهجة.

## المقدمة
في مقدمة كتابه، يشير الكاتب إلى أنه يهدي الكتاب لصديقه ليون ويرث. ومع ذلك، يتوجه إلى قرائه الأطفال ويعتذر عن تخصيص الكتاب لشخص بالغ وليس لطفل، مستخدماً ثلاثة حجج لتوضيح اختياره: الأولى، يشرح أن هذا هو صديقه الأفضل. الثانية، يقول إن هذا الشخص، رغم كونه بالغاً، قادر على فهم الكتب المخصصة للأطفال. وهذه فكرة مهمة ومتكررة في الكتاب، وهي أن فهم الأطفال يتفوق على فهم البالغين وليس العكس كما هو مألوف. وثالثا، يقول إن هذا الصديق يعاني من الجوع والبرد في فرنسا (خلال الحرب العالمية الثانية) وبالتالي يحتاج إلى التعزية والتشجيع.
أخيراً، يكتب أنه إذا لم تكن هذه الحجج مقنعة، فإنه يهدي الكتاب لصديقه ليون في الفترة التي كان فيها ولدا صغيراً، ثم يغير الإهداء ويختم مرة أخرى: "إلى ليون ويرث لما كان ولدا صغيراً".

## القصة
في بداية الكتاب، يروي الكاتب عن رسم قام به عندما كان في السادسة من عمره - رسم لثعبان يبتلع فيلاً. لكن الرسم كان بسيطًا ومن منظور خارجي، مما جعله يشبه قبعة. عندما كان يُظهر الرسم للكبار، ويسألهم إذا كانوا يشعرون بالخوف من الرسم، كانوا يجيبون بدهشة: "لماذا يجب أن نخاف من قبعة؟" ولم يفهموا ماهية الرسم. من أجل توضيح أفضل، قرر رسم الصورة من الداخل حيث يظهر الفيل داخل بطن الثعبان. الكبار لم يعجبهم هذا العرض ولم يبتهجوا بقدراته، بل نصحوه بالتوقف عن الرسم والاهتمام بمهن "جدية" أكثر. فيترك البطل مهنة الرسم وبعد مرور الوقت بدأ يعمل كطيار.
وفي أحد الأيام، تتحطم طائرته في الصحراء الكبرى، بعيداً عن الحضارة. وكان يجب علىه إصلاح طائرته قبل نفاد مؤنه من الماء. وهنا، يستقبله شاب صغير يُلقب بـ "الأمير الصغير". يطلب الأمير من الراوي رسم خروف. فيعرض الراوي أولاً صورة الفيل داخل الثعبان، فيفاجئه بأنه على علم بما في الصورة والتي يجهلها كل الناس. وبعد ثلاث محاولات فاشلة لرسم خروف، يرسم الراوي المحبط صندوقاً، مدعياً أن الخروف بداخله. ويتبين أن هذا الرسم بالضبط هو ما أراده الأمير.
على مدى الأيام الثمانية التي حوصر فيها الراوي في الصحراء الكبرى، بينما يحاول إصلاح طائرته، يروي الأمير الصغير قصة حياته.
يبدأ الأمير بوصف حياته على كوكبه الصغير: في الواقع هو عبارة عن كويكب بحجم بيت أرضي يُعرف باسم «بي 612» على الأرض. لعل أكثر ميزة بارزة لهذا الكويكب براكينه الثلاثة الصغيرة (اثنان نشطان وواحد خامد أو خامل) بالإضافة إلى مجموعة متنوعة من النباتات.
يصف الأمير إمضاءه أيامه المبكرة بتنظيف البراكين وإزالة الحبوب والأغصان غير المرغوب بها التي تزعج تربة كوكبه؛ وخاصةً اقتلاع أشجار التبلدي التي دائمًا ما تكون على وشك اجتياح سطح الكويكب. إذا لم تُقتلع أشجار التبلدي في اللحظة التي تُميز فيها، فقد يتأجل ذلك إلى أن يفوت الأوان، وقد تنمو الشجرة بشكل كبير بحيث لا يمكن إزالتها، إذ يكون لجذورها تأثير كارثي على الكوكب الصغير.
يريد الأمير من الأغنام أن تأكل النباتات غير المرغوب فيها، لكنه يخشى أن تتغذى أيضًا على النباتات التي تمتلك أشواكًا.
يروي الأمير حبه لوردة تافهة وبسيطة بدأت تنمو على سطح الكويكب منذ وقت قصير. تُعطي الوردة حججًا، وتبالغ في التمارض لتكسب اهتمام ورعاية الأمير لها. يقول الأمير إنه سقى الوردة وبقي بجانبها، وصنع شاشةً أو كرة زجاجية لحمايتها من الرياح الباردة، وسقاها، وأبعد اليرقات عنها.
رغم وقوع الأمير في حب الوردة، بدأ يشعر أنها تستغله. صمم الأمير على مغادرة الكوكب لاستكشاف بقية الكون، عند الوداع كانت الوردة جادةً وتعتذر عن عدم قدرتها على إظهار أنها تحبه وأنهما كانا سخيفين. تتمنى له التوفيق وترفض رغبته في تركها في الكرة الزجاجية قائلةً إنها ستحمي نفسها.
يندب الأمير أنه لم يفهم كيف يحب وردةً يملكها بينما كان معها وكان عليه أن ينبته إلى أفعالها الرقيقة، بدلاً من كلماتها المغرورة.
زار الأمير منذ ذلك الحين ستة كواكب أخرى، كان يسكن في كل منها شخص بالغ واحد غير عقلاني ضيق الأفق، وكان الهدف من تلك الكواكب نقد عنصر من عناصر المجتمع. تمثل تلك الكواكب:
- ملك بلا رعايا، لا يصدر إلا الأوامر التي يمكن إطاعتها، مثل أمر الشمس بالغروب في وقت الغروب.
- رجل مزهوّ ونرجسي لا يريد إلا الثناء الذي يأتي من الإعجاب وكونه أكثر شخص مثير للإعجاب على كوكبه غير المأهول بالسكان.
- سكّير يشرب لينسى عار الشرب.
- رجل أعمال لا يرى جمال النجوم وبدلاً من ذلك يعدهم ويصنفهم إلى ما لا نهاية من أجل امتلاكهم جميعًا (نقد المادية).
- رجل القيم على مصباح صغير في كوكب صغير. يبلغ طول اليوم الكامل في هذا الكوكب دقيقةً واحدة. أهدر حياته على نحو أعمى باتباع أوامر قديمة لا منطق لها بالواقع، لإطفاء المصباح كل 30 ثانية وإشعاله كل 30 ثانية ليتوافق مع كوكبه ليلًا ونهارًا.
- عالم جغرافي مسنّ لم يذهب إلى أي مكان، أو شاهد أيًا من الأشياء التي يسجلها، ويُشير إلى صورة كاريكاتورية للتخصص في العالم المعاصر.

والعالم الجغرافي هو الذي يخبر الأمير أن الوردة كائن سريع الزوال وغير مسجل ويوصي الأمير بزيارة كوكب الأرض في المرة القادمة.
تبدأ زيارة الأرض بتقييم متشائم للغاية للإنسانية. الأشخاص الستة السخيفون الذين واجههم الأمير في وقت مبكر، وفقًا للراوي، ينتشرون حول عالم البالغين كله. على الأرض كان هناك:
111 ملك وسبعة آلاف جغرافي و900 ألف رجل أعمال وسبعة ملايين ونصف سكير و311 مليون رجل مغرور؛ وهذا يعني، حوالي مليارين من البالغين.
وعندما هبط الأمير الصغير في الصحراء، ظنّ أن الأرض غير مأهولة بالسكان. ثم قابل ثعباناً ادّعى أن لديه القدرة على إعادته إلى موطنه متى أراد ذلك. بعدها قابل الأمير زهرة، أخبرته أنها لم تشاهد سوى عدد قليل من البشر في هذه المنطقة من العالم، وأنهم كانوا بلا جذور، تتقاذفهم الرياح ويعيشون حياة قاسية. وبعد أن تسلّق أعلى جبل رآه في حياته، أمل الأمير أن يرى الأرض بأكملها، وبالتالي يجد الناس. لكنه لم يرَ سوى المناظر الطبيعية المقفرة. وعندما نادى الأمير، أجابه صدى صوته، فظن أنه صوت شخص ممل لا يفعل سوى تكرار الكلمات.
ثم صادف الأمير مجموعة من الورود، فأصابه الحزن لأنه كان يعتقد أن وردته فريدة من نوعها، وظن أنها كذبت عليه بشأن تفردها. وبدأ يشعر أنه ليس أميراً عظيماً، فكوكبه لا يحتوي سوى على ثلاثة براكين صغيرة ووردة فأصبح يعتقد الآن أنها عادية. وأخذ في البكاء، إلى أن جاء الثعلب. كانت مقابلة الأمير الصغير والثعلب لحظة محورية في القصة، حيث يعلّم الثعلب الأمير الصغير جوهر الحب والصداقة. يطلب الثعلب من الأمير أن "يُروّضه"، أي يخلق رابطاً ذا معنى وشخصياً. من خلال هذه العملية، يشرح الثعلب أن الحب والصداقة يتطلبان تكريس الوقت وكذلك الصبر والالتزام. كما أن الأمر الأكثر أهمية غير مرئي بالعين ويكمن في القلب، وأن العلاقات الحقيقية تُبنى بالزمن والتفاني، وكل شيء يتم ترويضه يصبح فريداً ومهماً لمن روّضه. شكلت هذه المقابلة نقطة تحول لدى الأمير الصغير، حيث تعلم عن أهمية الروابط الإنسانية والعاطفية.
بعد ذلك التقى الأمير الصغير بشخصيتين: موظف السكك الحديدية الذي وصف كيف يندفع المسافرون باستمرار من مكان لآخر عبر القطارات، غير راضين عن أماكنهم ولا يدرون ما يبتغون، بينما لم يكن يهتم بالنظر من النوافذ سوى الأطفال. الشخصية الثانية هي شخصية التاجر الذي تحدث عن منتجه، وهو حبة دواء تلغي الحاجة للشرب طوال أسبوع، مما يوفر للناس 53 دقيقة من الوقت.
بعد ثمانية أيام من تحطم الطائرة، كان الراوي والأمير على وشك الموت من العطش. أصيب الأمير بالكآبة واشتاق للعودة إلى موطنه ورؤية وردته. وجد الأمير بئراً أنقذهما. لاحقاً وجد الراوي الأمير يتحدث مع الثعبان، يناقش عودته إلى موطنه ورغبته في رؤية وردته مجدداً، قلقاً عليها لئلا تكون قد تُركت وحيدة. ودّع الأمير الراوي مؤكداً أنه إذا بدا وكأنه مات، فذلك لأن جسده كان ثقيلاً جداً ليأخذه معه إلى كوكبه. حذّر الأمير الراوي من مراقبته أثناء مغادرته لأن ذلك سيحزنه. أدرك الراوي ما سيحدث ورفض مغادرة جانب الأمير. قال الأمير إن على الراوي فقط أن ينظر للنجوم ليتذكر ضحكته، وستبدو كأن جميع النجوم تضحك. ثم مشى بعيداً وسمح للثعبان بأن يلدغه، فسقط.
في الصباح التالي، لم يتمكن الراوي من العثور على جسد الأمير. وبعد إصلاح طائرته، غادر الصحراء. طلب الراوي أن يتم الاتصال به من قبل أي شخص يصادف صبياً يشبه الأمير.

## اقتباسات من الرواية
- يتعرض المرء للحزن والبكاء إذا مكَّن الغير من تدجينه.
- كان شذا زهرتي يعبق في جنبات كوكبي، أما أنا فما عرفتُ أن أجني منها لذة ومتعة.

ما كان عليّ أن أحكم على كلامها بل على أفعالها. إنها كانت تعطّّرني، وتضئ لي، فلماذا فررتُ منها ولم أحرز ما وراء حبائلها وحِيَلها الساذجة من المحبة والعطف. إن الأزهار تُناقض نفسها بنفسها، لكنّي كنتُ صغيرًا جدًا ولم أحسن محبتها.
- للناس نجوم يختلف بعضها عن البعض الآخر، فمن الناس من يسافر فتكون النجوم مرشدات له، ومن الناس من لا يرى في النجوم الا أضواء ضئيلة ،،، ومنهم من يكون عالماً فتكون النجوم قضايا رياضية يحاول حلها ،،، ومنهم من يحسب النجوم ذهبا ،،، وهذه النجوم على اختلافها تبقى صامتة أما أنت فيكون لك نجوم لم تكن لأحد من الناس!
- لا بد لنا من طقوس نتبعها. قال الأمير الصغير: وما "الطقوس"؟ قال الثعلب: وهذا أمر آخر قد تناساه الناس. الطقوس هي ما يجعل الأيام والساعات يختلف بعضها عن البعض الآخر.[10]
- قال الأمير الصغير: ... ما معنى التدجين؟ قال الثعلب: هذا أمر قد تناساه الناس، أما معناه فإنشاء العلائق... أنت حتى الآن في نظري ولد شبيه بمئة ألف من الأولاد، لستَ بحاجة إليَّ ولا أنا بحاجة إليكَ، وأنا في نظرك ثعلب شبيه بمئة ألف من الثعالب. أما إذا "دجّنتني" أصبح كل منا بحاجة إلى صاحبه وأصبحتَ في نظري فريدًا في العالم وأصبحتُ في نظرك فريدًا في العالم.[10]

## روابط خارجية
- الأمير الصغير على موقع الموسوعة البريطانية (الإنجليزية)
- مجموعة ترجمات «الأمير الصغير» للغة العربية
- آراء القراء حول رواية الأمير الصغير على موقع أبجد
- آراء القراء حول رواية الأمير الصغير على موقع جود ريدز